# Becher-Primel
Die Becher-Primel (Primula obconica) ist eine südost- und ostasiatische Pflanzenart aus der Familie der Primelgewächse (Primulaceae). Sie wird trivial auch Gift-Primel genannt und ist als Zierpflanze verbreitet im Handel anzutreffen.

## Beschreibung

### Vegetative Merkmale
Die Becher-Primel ist eine ausdauernde krautige Pflanze, die Wuchshöhen von 5 bis 20 (selten 1,5 bis 25) Zentimeter erreicht.
Die in einer grundständigen Rosette zusammenstehenden Laubblätter bestehen jeweils aus einem 1,5 bis 14 Zentimeter langen Blattstiel mit weißen oder gelbbraunen, mehrzelligen Haaren und einer Blattspreite. Diese Blattspreite ist einfach, eiförmig-rundlich bis elliptisch oder länglich mit einer Länge von 3 bis 14 (selten 1,5 bis 17) Zentimeter und einer Breite von (selten 1) 2,5 bis 11 Zentimeter. Sie ist auf der Unterseite unbehaart oder speziell entlang der Blattadern spärlich behaart; auf der Oberseite verkahlend, kurz flaumig oder kurz fein behaart. Der Spreitengrund ist herzförmig oder gelegentlich  gerundet; die Blattränder sind entweder beinahe ganzrandig, geschweift oder buchtig gelappt; die Spreitenspitze abgerundet.

### Generative Merkmale
Die mit weißen oder gelbbraunen, vielzelligen Haaren versehenen Blütenstandsschäfte können sowohl kürzer als auch länger als die Blattrosette sein und tragen einzelne doldige Blütenstände mit 2 bis 13 Blüten. Die 3 bis 10 Millimeter langen Tragblätter sind linealisch bis linealisch-lanzettlich geformt. Die 5 bis 20 (selten 1,5 bis 25) Millimeter langen Blütenstiele sind mit Flaumhaaren versehen. Die zwittrigen, radiärsymmetrischen und fünfzähligen Blüten können sowohl verschiedengriffelig sein oder gleich lange Griffel aufweisen. Bei langgriffligen Blüten liegen die Staubblätter nahe dem Kronröhrengrund; der Griffel  erreicht beinahe den Kronschlund. Bei kurzgriffligen Blüten reichen die Staubblätter bis zur Mitte der Röhre; der Griffel ist 2 bis 2,5 Millimeter lang. Bei den homostylen, gleichgriffligen Blüten mit Staubblättern bis nahe der Kronröhrenspitze erreicht der Griffel die Staubblätter. Der verwachsenblättrige, becherförmige bis breit glockenförmige, kurz flaumige oder kurz fein behaarte Kelch besteht aus fünf bis zu 1/4 bis 1/3 der Kelchlänge freien Kelchblättern; die Kelchzähne sind breit dreieckig, bewimpert und die Kelchspitzen mit wasserabscheidenden Drüsen bespitzt. Die fünf rosa bis lavendelfarben-rosa, selten weiß gefärbten Kronblätter sind zu der etwa doppelten Kelchlänge messenden Kronröhre verwachsen; der Kronsaum misst 1,5 bis 2,5 Zentimeter im Durchmesser; die Kronlappen sind breit verkehrt-eiförmig und an der Spitze ausgerandet.
Die Becher-Primel bildet Kapselfrüchte aus.
Die Chromosomenzahl beträgt 2n = 22 oder 62.

## Vorkommen
Die Becher-Primel kommt in den zentralen bis südlichen chinesischen Provinzen Guangdong, Guangxi, Guizhou, Hubei, Hunan, Jiangxi, Sichuan, Yunnan und dem Autonomen Gebiet Tibet vor und wird auch für Thailand angegeben. Sie besiedelt Lebensräume wie Dickichte, Wälder im Allgemeinen, felsige Standorte in Gebirgswäldern und trockene Kalkstein-Felsen in Höhenlagen von 500 bis 3300 Meter.

## Systematik
Die Becher-Primel wurde 1880 von Henry Fletcher Hance erstbeschrieben. Sie wird innerhalb der Familie der Primelgewächse in der Gattung Primula, Untergattung Auganthus, Sektion Obconicolisteri geführt.
Die Becher-Primel wird in fünf Unterarten untergliedert:
- Primula obconica subsp. begoniiformis (Petitm.) W.W.Smith & Forrest:
Der Blattstiel ist dünn und mehr oder weniger drahtig. Die Blattspreite ist eiförmig-rundlich bis rundlich, etwa so lang wie breit, mit gekerbten bis kurz gelappten Rändern. Die Blütenstandsschäfte sind länger als die Rosettenblätter und viel länger als die Blütenstiele. Diese Unterart ist als Endemit im südwestlichen Sichuan und westlichen Yunnan verbreitet und wächst in Bergwäldern auf felsigen Standorten und Höhenlagen von 1600 bis 2200 Meter.
- Primula obconica subsp. nigroglandulosa (W.W.Smith & H.R.Fletcher) C.M.Hu:
Die Blattspreite ist rundlich und auf der Unterseite dicht punktiert mit winzigen schwarzen Drüsen. Die Blütenstandsschäfte sind länger als die Rosettenblätter und viel länger als die Blütenstiele. Sie kommt endemisch im westlichen Yunnan (Lushui Xian, Tengchong Xian) vor.
- Primula obconica Hance subsp. obconica:
Die eiförmig-elliptische Blattspreite ist trocken dünn papierartig. Der Spreitenrand ist gezähnelt, geschweift oder fast ganzrandig. Sie blüht von März bis Juni. Sie besiedelt schattig-feuchte Standorte in Dickichten und Wäldern in Höhenlagen von 500 bis 2200 Meter. Sie ist die am weitesten verbreitete Unterart und aus den chinesischen Provinzen Guangdong, Guangxi, Guizhou, Hubei, Hunan, Jiangxi, Sichuan und Yunnan bekannt.
- Primula obconica subsp. parva (Balf.f.) W.W.Smith & Forrest:
Die nur 1,5 bis 5 Zentimeter große Blattspreite ist breit eiförmig bis rundlich und mit geschweiftem bis gebuchtetem Rand. Die Blütenstandsschäfte sind mit einer Länge von 1 bis 4 Zentimeter kürzer als die Rosettenblätter und kaum länger als die Blütenstiele. Diese Unterart besiedelt trockene Kalkfelsen in Höhenlagen von 1800 bis 2000 Meter. Sie ist ein Endemit des mittleren Yunnan (Huize Xian, Kunming Shi).
- Primula obconica subsp. werringtonensis (Forrest) W.W.Smith & Forrest:
Die breit eiförmige bis eiförmig-elliptische Blattspreite ist in trockenem Zustand häutig, der Rand ist meist kurz buchtig gelappt. Diese Unterart blüht von Mai bis Juni. Die Chromosomenzahl beträgt 2n = 24. Sie kommt in Auengebüschen und in offenen Wäldern in Höhenlagen von 3000 bis 3300 Meter vor. Sie ist ein Endemit des westlichen Sichuan und des nördlichen Yunnan.

## Verwendung

Strukturformel von Primin

Die Becher-Primel ist als Zierpflanze beliebt und als blühende Topfpflanze bekannt. Sie gehört zu den Primelarten, die mit ihren Drüsenhaaren das im Sekret enthaltene Benzochinonderivat Primin produzieren, das schon in Spuren bei Kontakt Hautirritationen und allergische Reaktionen verursachen kann. Der Verlauf der „Primeldermatitis“, die bei Gärtnern öfters als Berufskrankheit beobachtet wird, gilt als äußerst hartnäckig. Allerdings wurden bereits priminfreie Sorten gezüchtet.